# Лобнорцы
Лобнорцы, лоблыки (уйг. лопнурлуқлар) — субэтническая группа уйгуров, исторически проживающая в районе озера Лобнор. Разговаривают на лобнорском диалекте уйгурского языка. Антропологически относятся к смешанному типу — южносибирскому. Имеют родовое деление, роды — йалла (йалла, йанлык и йан), джодак (джудак), калучу (калучи), каракошунлук (каракошуллук), кундуз (кумдус, кулдус). В основном заняты в сельском хозяйстве, рыболовстве, до недавнего времени также часто занимались охотой.

## Происхождение
Существует несколько версий происхождения лобнорцев.
Н. М. Пржевальский считал, что лобнорцы ведут свое происхождение от монголов или калмаков. Другие связывали их с кашгарлыками и киргизами. Э. Р. Тенишевым выдвинута гипотеза комбинированного этногенеза лобнорцев, возводящая их к алтайским киргизам, алтайцам, монголам и тяньшаньским киргизам, по-разному взаимодействовавшим между собой. В. П. Юдин полагал, что лобнорцы — потомки могулов.

### Концепции об этнических компонентах лобнорцев
Согласно народным преданиям, которые популярны среди самих лобнорцев, этнически их народ состоит из следующих субгрупп:
1) Qara Qoshulluqtar (Qara Qoshunluqlar на стандартном уйгурском). Qara Qoshun это название географической местности на юго-востоке Озера Лобнор. Лобнорцы жили здесь с давних времён. Они переселились севернее по районам Таримского Бассейна по причине истощения запасов воды вниз по течению реки и а также из за вспышки болезней в их городище. Затем они поселились там где и приживают сейчас. Qara Qoshulluqtar являются крупнейшей группой в Лобноре. По факту лобнорский диалект это и есть диалект людей, которые называют себя Qara Qoshulluq. Существует несколько сказаний о Qara Qoshulluq.
В одной истории Монгол Хан, который являлся отцом монгольской девочки по имени Khalot, атаковал людей Абдала (название региона в Лобноре) после того как одни из их людей украли его дочь. Две группы солдат встретились в местности «Qaraday» а разбили свои лагеря там. Армия людей Абдала назвалась «Qara Qoshun», что буквально означает «чёрное войско» так как они носили черные одеяния и головные уборы.
Согласно другой истории Караханиды отправили войска в Лобнор дабы защитить свои восточные границы. Та группа солдат, что была отправлена в тот регион местными людьми была названа «Qara Qoshun». Позже это имя переметнулось на всех людей в регионе.
В третьей версии истории о Qara Qoshulluq на территории это региона находилось немалое количество орошаемых территорий, что бы ли названы «Qara Qurchin». Поэтому люди, что живут в этом регион названы «Qara Qurchunliq». Со временем это имя изменилось на «Qara Qoshun». Уйгурский диалектолог Мирсултан Османов делает вывод о том что это достоверная версия основана на информации из «Kamûs-ül Âlam» от Шамседдина Сами.
2) Yallar (Yanlar в стандартном уйгурском). В уйгурском языке слово «Yan» («Йан») отсылает к «примыкающем, соседним» регионам. Поэтому под Yallar подразумевают людей, что пришли из Турпана, Комула, Аксу, Хотана и Кашгара в миссионерских и торговых целях. Среди них большинство людей приходят из Турпана. В последнее время поток людей из Кашгара и Хотана в Лобнор увеличился.
3) Qalmaqtar (Qalmaqlar): Согласно сказаниям, 2 монгола-калмака пришли в Лобнор из Или с двумя детьми. Они обменяли своего сына на рыболовную сеть так как они испытывали проблемы с заработком. Этим ребёнком был Chulumqulu. Chulumqulu вырос в Лобноре. Затем он женился и у него появился сын. Он назвал его Eliqulu. Поэтому, Qalamaqtar являются потомками Chulumqulu, сына Тоглук Тимура из Или.
Тут могли быть некоторые отношения между лобнорцами и монголами. Монгольские заимствованные слова в лобнорском диалекте могут свидетельствовать о следах об этом контакте. Хотя у Туглук Тимура не было ребёнка по имени Chulumqulu и у мы не имеем никакой информации ни об одной личности с таким именем среди детей Туглук Тимура. В исторических документах, было зафиксировано, что сын Туглук Тимура Хизр Ходжа укрывался в Лобноре дабы избежать убийства от рук монгольского эмира Камар ун Дина.
4) Judaqtar. Согласно народным преданиям в Лобноре, монгольская девочка Khalot была украдена людьми из Абдала когда она была на пути в Тибет. Её компаньоны сказали их лидеру кем является отец Khalot. Затем Монголы атаковали людей Абдала 5 раз, но ни разу не выиграли. Эти битвы остановились лишь после того как князь Абдала женился на Khalot и заимел от неё двух детей. Родственницы Khalot пришли на окрестности реки Könchi после смерти Khalot. Люди называли их Judaqtar, что означает "люди из Ju (Zhao). Мирсултан Османов предполагает, что judaqtar это люди, которые пришли из провинций Ганьсу и Цинхай.
5) Qaluchilar. У Khalot было несколько старших братьев. Поздние поколения её братьев пришли в Лобнор после того как они узнали что родственники Khalot подселились в окрестностях реки Könchi. Затем некоторым людям среди них понравился этот регион. Прибавляя к этому факт того, что у них уже были родственники в этом регионе, они решили остаться в Лобноре, и стали известны как «Qalluchilar», что означает «люди, которые остались».
В другой версии об истории «Qalluchilar» жена обыкновенного командира из армии Огуз Хана родила во времена долгих походов на Лобнор. В ту пору командир пошёл на охоту, дабы добыть что-нибудь стоящее для своей жены. К сожалению войска Огуз хана уже покинули. Он с трудом догнал основную группу воинов. Он рассказ свою историю Огуз Хану. Хан разозлился на него и оставил его с группой людей в Таримской впадине. Те люди что остались с командиром другими назывались «Qallach». Позже это имя сменилось на «Qaluchi» и это стало именем их потомков.
Уйгурский учёный Moydin Sayit предполагает, что «Qalach» (может быть тождественно «Khalaj») это тюркское племя. Часть из них поселились в северо-западной части Ирана. Основная же часть осела в юго-западной части Лобнора. Позже имя эволюционировала в «Qaluchi».
6) Kirghizzar (Kirghizlar). Некоторые люди Лобнора из деревни Döngqotan верят что их предки это кыргызы. Согласно народным поверьям имя первого кыргыза, который пришёл в Лобнор, было Durulgha. Он пришёл в Лобнор из западной стороны Кашгара. Мирсултан Османов предполагает, что местом пребывания этих кыргызов могли быть в уезде Бай округа Аксу.
В 1980 году общее число Qalmaqtar, Judaqtar и Qaluchilar был около 500 человек. Число Kirghizzar около 250 человек. Точное количество о числе этих людей не доступно. Даже сейчас представляется сложной задачей выявить число этих людей, так как большинство из них не хотят идентифицировать себя как часть отдельной от уйгуров этнической группы.